# シリア文字

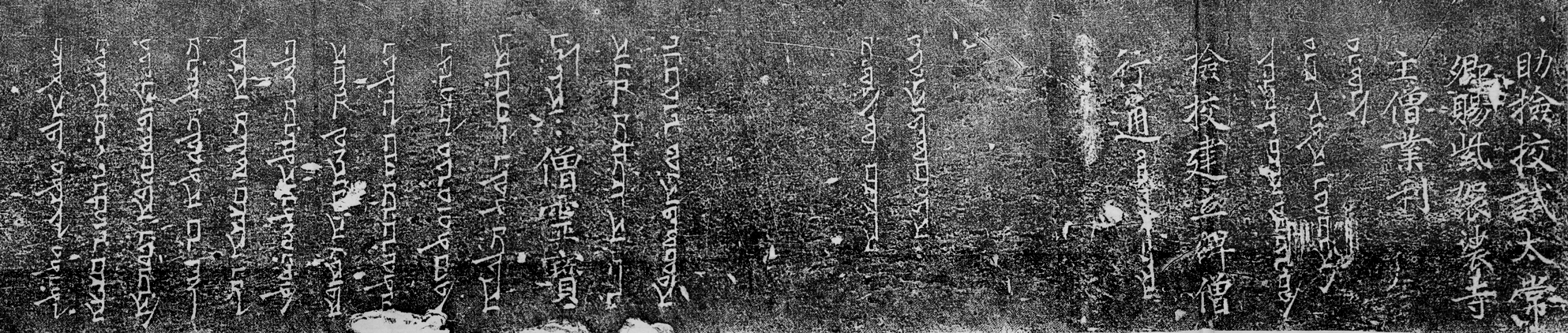
大秦景教流行中国碑（8世紀）のシリア文字

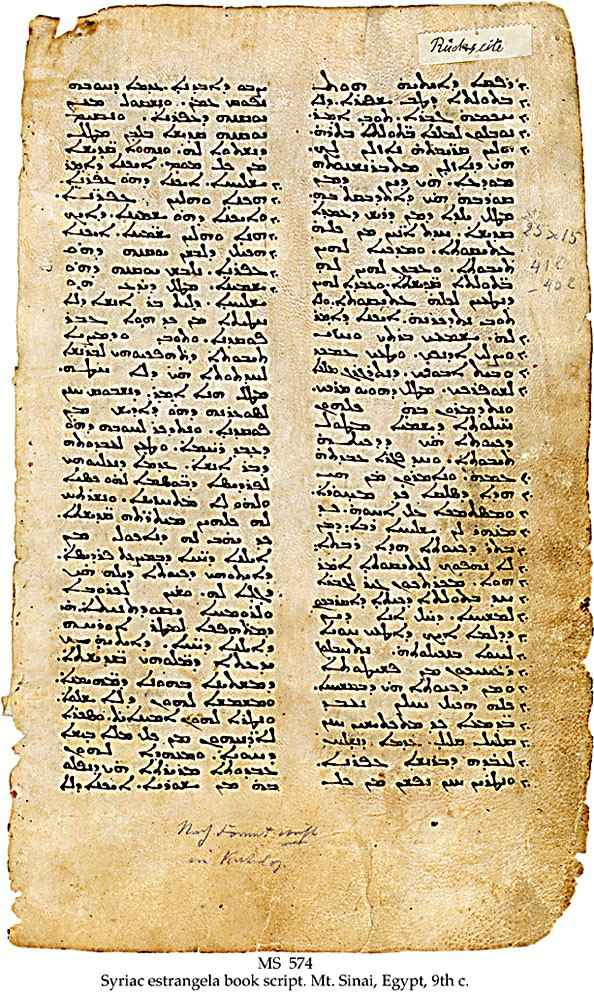
エストランゲロ体の書物。9世紀。

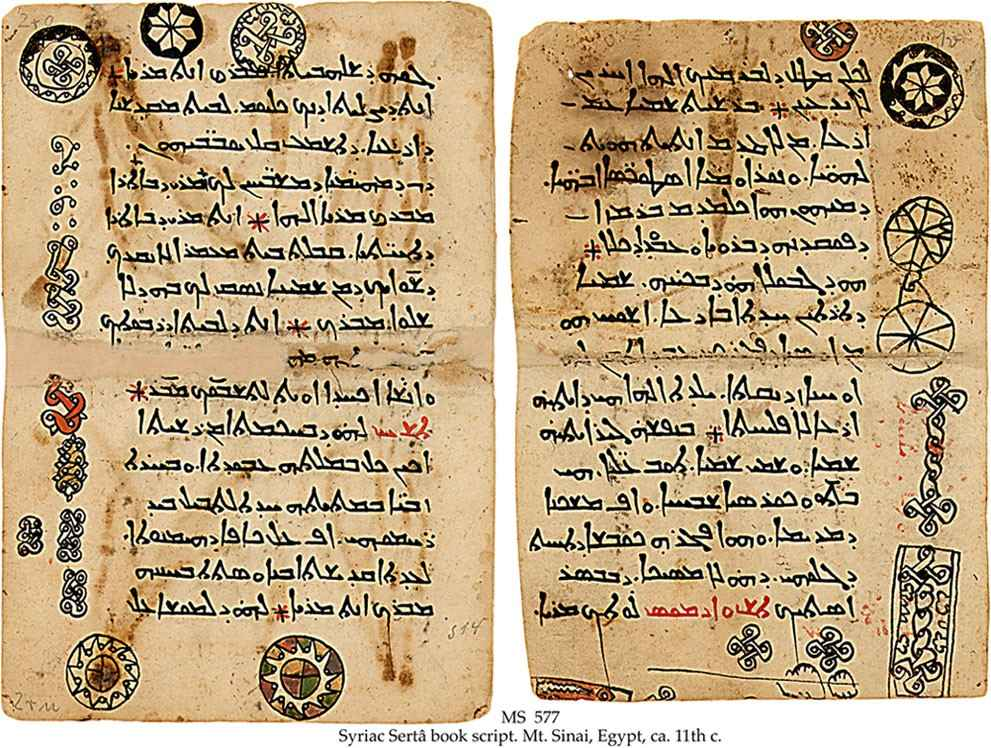
セルトー体（西方書体）の写本。11世紀。

シリア文字（シリアもじ）は、シリア語で用いられる文字で、22文字からなるアブジャドである。アラビア文字やヘブライ文字などと同様に、右から左に書かれる。アラム文字から発達したが、文字はアラビア文字と同様につなげて書かれ、一部の文字は語頭・語中・語末・独立の4つの異なる字形を持っている。

## 言語
シリア文字がいつどのように発生したかは正確にはわからないが、エデッサ（現在のウルファ）を中心とする北メソポタミアに、西暦1-3世紀ごろの碑文が残る。文書としては、411年のものがもっとも古い。
本来は古典シリア語のために用いられる文字だったが、19世紀にヨーロッパの宣教師がシリア文字の東方書体を使って現代アラム語を記すための正書法を考案し、これが現在でも使われている。
5世紀以降、シリア文字のエストランゲロ体に近い文字が、パレスチナのキリスト教徒の用いる西アラム語（シリア語とは別）を記すのに使われた。また、シリア文字のエストランゲロ体に由来する文字はマニ教徒によって中世ペルシア語・パルティア語・ソグド語・バクトリア語などを記すために用いられた（マニ文字を参照）。一方東方書体（ネストリウス体）は、キリスト教徒によってソグド語を記すためにも用いられた。
また、インドのマラヤーラム語（マランカラ正教会）、およびガルシュニとして知られるアラビア語（中東のキリスト教徒が用いる）でも用いられる。

## 書体
主要な書体には次の三種類がある。
- エストランゲロ体（ܐܣܛܪܢܓܠܐ、もっとも古い書体。他の2書体の元になった）
- ネストリウス体（ܡܕܢܚܝܐ、東方書体とも。ネストリウス派で用いた）
- セルトー体（ܣܪܛܐ、西方書体とも。ヤコブ派やマロン派で用いた）

ほかに、メルキト体などがある。

## 母音の表記
シリア文字は原則として子音のみを表記するが、ʾ で長い ā, ē を、y で ī, ay を、w で u, ū, o, ō, aw を表すことが行われた。

## 加点
シリア文字では、さまざまな目的のために文字の上下に点を打った。
まず、d と r の文字がほとんど同形になっていたので、区別のために d は文字の中に、r は文字の上に点を打つことで区別した。
また、名詞の単数形と複数形は母音でのみ区別され、綴りの上に違いが現れなかったので、複数形では上にトレマに似た点を打つことで区別した。ほかにも点を上に打ったり下に打ったりすることで同綴語を区別した。
後世には、母音をより正確に表すための記号が発達した。西方書体ではギリシア文字の母音(Α Ε Η Ο ΟΥ)に由来する記号を文字の上か下に小さく記した。東方書体では点の打つ位置と個数で母音を区別した。
ほかに、発音しない子音（黙字）を示す記号や、破裂音と摩擦音を区別するための記号が使われることもあった。

## シリア文字のエストランゲロ体
22文字中、8文字（ʾ d h w z ṣ r t) は後ろに続かない。また、エストランゲロ体では位置による字形の違いはあまりなく、k m n で語末形が異なるにとどまる。
| 文字              | 基本形 | 語末 接続形 | 語末 非接続形 | フォント | フォント | 発音                                |
| ----------------- | ------ | ----------- | ------------- | -------- | -------- | ----------------------------------- |
| アーラフ (ʾālap̄)  |        |             |               | ܐ        | ܐ        | ʾ /ʔ/                               |
| ベート (bēṯ)      |        |             |               | ܒ        | ܒ        | b, ḇ /v/                            |
| ガーマル (gāmal)  |        |             |               | ܓ        | ܓ        | g, ḡ /ɣ/                            |
| ダーラト (dālaṯ)  |        |             |               | ܕ        | ܕ        | d, ḏ /ð/                            |
| ヘー (hē)         |        |             |               | ܗ        | ܗ        | h                                   |
| ワウ (waw)        |        |             |               | ܘ        | ܘ        | w                                   |
| ザイン (zayn)     |        |             |               | ܙ        | ܙ        | z                                   |
| ヘート (ḥēṯ)      |        |             |               | ܚ        | ܚ        | ḥ /ħ/                               |
| テート (ṭēṯ)      |        |             |               | ܛ        | ܛ        | ṭ /tˤ/                              |
| ユード (yūḏ)      |        |             |               | ܝ        | ܝ        | y /j/                               |
| カーフ (kāp̄)      |        |             |               | ܟ        | ܟܟ       | k, ḵ /x/                            |
| ラーマド (lāmaḏ)  |        |             |               | ܠ        | ܠ        | l                                   |
| ミーム (mīm)      |        |             |               | ܡ        | ܡܡ       | m                                   |
| ヌーン (nūn)      |        |             |               | ܢ        | ܢܢ       | n                                   |
| セムカト (semkaṯ) |        |             |               | ܣ        | ܣ        | s                                   |
| エー (ʿē)         |        |             |               | ܥ        | ܥ        | ʿ /ʕ/                               |
| ペー (pē)         |        |             |               | ܦ        | ܦ        | p, p̄ /f/                            |
| サーデー (ṣāḏē)   |        |             |               | ܨ        | ܨ        | ṣ /sˤ/                              |
| コーフ (qōp̄)      |        |             |               | ܩ        | ܩ        | q                                   |
| レーシュ (rēš)    |        |             |               | ܪ        | ܪ        | r                                   |
| シーン (šīn)      |        |             |               | ܫ        | ܫ        | š /ʃ/                               |
| タウ (taw)        |        |             |               | ܬ        | ܬ        | t, ṯ /θ/                            |
|                   |        |             |               | ܠܐ       | ܠܐ       | ラーマドとアーラフの合字 （単語末） |
|                   |        |             |               | ܬܐ       | ܬܐ       | タウとアーラフの合字 （単語末）     |

## コンピュータ
Microsoft Windows XPで「Estrangelo Edessa」フォントが追加された。

### Unicode
大半の文字は Unicode 3.0 で対応しているが、背景色がグレーの文字は Unicode 4.0 で対応した。
ガルシュニー、パレスチナのキリスト教アラム語、中世ペルシア語、ソグド語のための文字を含む。
2017年のUnicode 10.0では、マラヤラム語を表記するための拡張ブロック(Syriac Supplement: U+0860-U+086F)が追加された。
| U+   | 0 | 1 | 2 | 3 | 4 | 5 | 6 | 7 | 8 | 9 | A | B | C | D | E | F |
| ---- | - | - | - | - | - | - | - | - | - | - | - | - | - | - | - | - |
| 0700 | ܀ | ܁ | ܂ | ܃ | ܄ | ܅ | ܆ | ܇ | ܈ | ܉ | ܊ | ܋ | ܌ | ܍ |   | ܏  |
| 0710 | ܐ | ܑ  | ܒ | ܓ | ܔ | ܕ | ܖ | ܗ | ܘ | ܙ | ܚ | ܛ | ܜ | ܝ | ܞ | ܟ |
| 0720 | ܠ | ܡ | ܢ | ܣ | ܤ | ܥ | ܦ | ܧ | ܨ | ܩ | ܪ | ܫ | ܬ | ܭ | ܮ | ܯ |
| 0730 | ܰ  | ܱ  | ܲ  | ܳ  | ܴ  | ܵ  | ܶ  | ܷ  | ܸ  | ܹ  | ܺ  | ܻ  | ܼ  | ܽ  | ܾ  | ܿ  |
| 0740 | ݀  | ݁  | ݂  | ݃  | ݄  | ݅  | ݆  | ݇  | ݈  | ݉  | ݊  |   |   | ݍ | ݎ | ݏ |